# Mahershala Ali
Mahershala Ali, nato Mahershalalhashbaz Gilmore (Oakland, 16 febbraio 1974), è un attore statunitense.
Dopo una serie di piccoli ruoli in film come Il curioso caso di Benjamin Button (2008), Come un tuono (2012) e la saga di film di Hunger Games, Ali ha ricevuto il riconoscimento per i suoi ruoli nelle serie televisive di successo House of Cards - Gli intrighi del potere e Luke Cage. Nel 2016 ha recitato negli acclamati film Il diritto di contare e Moonlight, e per quest'ultimo si è aggiudicato il premio Oscar al miglior attore non protagonista e lo Screen Actors Guild Award. Nel 2018 prende parte a Green Book, che gli vale il Golden Globe per il miglior attore non protagonista, un Premio BAFTA e il secondo Premio Oscar.

## Biografia
Ali nasce a Oakland, in California. Il suo nome viene dalla Bibbia, dal Libro di Isaia: in ebraico, significa "rapida preda, pronto bottino" ed è il nome proprio più lungo della Bibbia. Ali è di religione islamica, del movimento della Ahmadiyya. Si laurea in scienze della comunicazione al Saint Mary's College of California, dove scopre la sua passione e il suo talento per la recitazione. Conseguirà un master in questa disciplina alla Tisch School of the Arts della New York University nel 2000. Poco tempo dopo, fa il suo esordio sul palco al California Shakespeare Festival.
La sua prima apparizione televisiva è nella parte del dottor Trey Sanders nella serie drammatica Crossing Jordan. Seguono altri ruoli in New York Police Department, Codice Matrix, CSI - Scena del crimine, Fantasmi, 4400, Alcatraz e Alphas. In seguito ha recitato in numerosi film, tra cui Il curioso caso di Benjamin Button (2008), Come un tuono (2011), Free State of Jones (2016) e nella serie di film Hunger Games. Ali è anche noto per il suo ruolo di Remy Danton nella serie televisiva House of Cards - Gli intrighi del potere e di Cornell Stokes in Marvel's Luke Cage.
Nel 2016 ha ricevuto il plauso della critica per la sua performance nell'acclamato film Moonlight, per il quale si aggiudica uno Screen Actors Guild Award per il miglior attore non protagonista cinematografico e riceve la candidatura come miglior attore non protagonista ai Golden Globe e ai BAFTA. Il 26 febbraio 2017 vince il Premio Oscar come miglior attore non protagonista, diventando il primo musulmano a vincere, che ha bissato due anni dopo per la sua interpretazione in Green Book. Al San Diego Comic Con del 2019, è stato annunciato che interpreterà il famigerato cacciatore di vampiri Blade nel nuovo omonimo film, facente parte del Marvel Cinematic Universe a partire dal 24° film Eternals (2021). Sempre nel 2019 è il protagonista della terza stagione della serie True Detective. Nel 2024 ha ottenuto anche la parte di Duncan Kincaid nel film facente parte della saga di Jurassic Park, intitolato Jurassic World - La rinascita (diretto da Gareth Edwards), distribuito il il 2 luglio 2025.

## Vita privata
Sposato con Amatus Sami-Karim, la coppia ha una figlia.

## Filmografia

### Attore

#### Cinema
- Making Revolution, regia di Daniel Klein (2003)
- Umi's Heart, regia di Joslyn Rose Lyons (2008) - cortometraggio
- Il curioso caso di Benjamin Button (The Curious Case of Benjamin Button), regia di David Fincher (2008)
- Crossing Over, regia di Wayne Kramer (2009)
- Predators, regia di Nimród Antal (2010)
- Come un tuono (The Place Beyond the Pines), regia di Derek Cianfrance (2012)
- Go for Sisters, regia di John Sayles (2013)
- Supremacy - La razza eletta (Supremacy) , regia di Deon Taylor (2014)
- Hunger Games - Il canto della rivolta - Parte 1 (The Hunger Games: Mockingjay - Part I), regia di Francis Lawrence (2014)
- Hunger Games - Il canto della rivolta - Parte 2 (The Hunger Games: Mockingjay - Part II), regia di Francis Lawrence (2015)
- Kicks, regia di Justin Tipping (2016)
- Gubagude Ko, regia di Philiane Phang - cortometraggio (2016)
- Free State of Jones, regia di Gary Ross (2016)
- Moonlight, regia di Barry Jenkins (2016)
- The Realest Real, regia di Carrie Brownstein - cortometraggio (2016)
- Il diritto di contare (Hidden Figures), regia di Theodore Melfi (2016)
- Roxanne Roxanne, regia di Michael Larnell (2017)
- Green Book, regia di Peter Farrelly (2018)
- Alita - Angelo della battaglia (Alita: Battle Angel), regia di Robert Rodriguez (2019)
- Il canto del cigno (Swan Song), regia di Benjamin Cleary (2021)
- Il mondo dietro di te (Leave the World Behind), regia di Sam Esmail (2023)
- Jurassic World - La rinascita (Jurassic World Rebirth), regia di Gareth Edwards (2025)

#### Televisione
- Crossing Jordan – serie TV, 19 episodi (2001-2002)
- Fantasmi (Haunted) – serie TV, episodio 1x04 (2002)
- NYPD - New York Police Department (NYPD Blue) – serie TV, episodio 10x07 (2002)
- CSI - Scena del crimine (CSI - Crime Scene Investigation) – serie TV, episodio 3x16 (2003)
- Codice Matrix (Threat Matrix) – serie TV, 15 episodi (2003-2004)
- The Handler – serie TV, episodio 1x09 (2003)
- 4400 (The 4400) – serie TV, 28 episodi (2004-2007)
- Lie to Me – serie TV, episodio 1x06 (2009)
- Law & Order - Unità vittime speciali (Law & Order: Special Victims Unit) – serie TV, episodio 11x01 (2009)
- L'uomo sbagliato (The Wronged Man), regia di Tom McLoughlin – film TV (2010)
- All Signs of Death, regia di Alan Ball – episodio pilota scartato (2010)
- Treme – serie TV, 6 episodi (2011-2012)
- Alphas – serie TV, 12 episodi (2011-2012)
- Alcatraz – serie TV, episodio 1x10 (2012)
- House of Cards - Gli intrighi del potere (House of Cards) – serie TV, 33 episodi (2013-2016)
- Luke Cage – serie TV, 8 episodi (2016)
- Room 104 – serie TV, episodio 2x11 (2018)
- True Detective – serie TV, 8 episodi (2019)

### Doppiatore
- CSI: Cospirazione letale - videogioco (2010)
- Comrade Detective - serie TV, episodio 1x04 (2017)
- Madden NFL 18: Longshot - videogioco (2017)
- Spider-Man - Un nuovo universo (Spider-Man: Into the Spider-Verse), regia di Bob Persichetti, Peter Ramsey, Rodney Rothman (2018)
- Eternals, regia di Chloé Zhao (2021) – cameo non accreditato; Eric Brooks / Blade
- Invincible – serie animata, 1 episodio (2021)
- Spider-Man: Across the Spider-Verse, regia di Joaquim Dos Santos, Kemp Powers e Justin K. Thompson (2023)

## Riconoscimenti
- Premio Oscar
  - 2017 – Miglior attore non protagonista per Moonlight
  - 2019 –  Miglior attore non protagonista per Green Book
- Golden Globe
  - 2017 – Candidatura al miglior attore non protagonista per Moonlight
  - 2019 – Miglior attore non protagonista per Green Book
  - 2022 – Candidatura al miglior attore in un film drammatico per Il canto del cigno[7]
- Premio BAFTA
  - 2017 – Candidatura al miglior attore non protagonista per Moonlight
  - 2019 – Miglior attore non protagonista per Green Book
  - 2022 – Candidatura al miglior attore per Il canto del cigno
- Satellite Award
  - 2016 – Candidatura al miglior attore non protagonista per Moonlight
  - 2016 – Miglior cast per Il diritto di contare
  - 2019 – Candidatura al miglior attore non protagonista per Green Book
- Screen Actors Guild Award
  - 2009 – Candidatura al miglior cast cinematografico per Il curioso caso di Benjamin Button
  - 2015 – Candidatura al miglior cast in una serie drammatica per House of Cards - Gli intrighi del potere
  - 2016 – Candidatura al miglior cast in una serie drammatica per House of Cards - Gli intrighi del potere
  - 2017 – Miglior attore non protagonista cinematografico per Moonlight
  - 2017 – Candidatura al miglior cast cinematografico per Moonlight
  - 2017 – Miglior cast cinematografico per Il diritto di contare
  - 2019 – Miglior attore non protagonista cinematografico per Green Book

## Doppiatori italiani
Nelle versioni in italiano delle opere in cui ha recitato, Mahershala Ali è stato doppiato da:
- Alessandro Ballico in Hunger Games - Il canto della rivolta - Parte 1, Hunger Games - Il canto della rivolta - Parte 2, Il diritto di contare, Luke Cage
- Simone Mori in Crossing Jordan, Alcatraz, Free State of Jones
- Roberto Draghetti in Crossing Over, Moonlight, True Detective
- Alberto Angrisano in Green Book, Il canto del cigno, Jurassic World - La rinascita
- Christian Iansante in Codice Matrix, Alita - Angelo della battaglia
- Danilo De Girolamo in 4400, Il curioso caso di Benjamin Button
- Andrea Lavagnino in Law & Order - Unità vittime speciali, House of Cards - Gli intrighi del potere
- Mario Bombardieri in CSI - Scena del crimine
- Fabio Boccanera in Lie to Me
- Mauro Magliozzi in Predators
- Simone D'Andrea ne Il mondo dietro di te

Da doppiatore è sostituito da:
- Alberto Angrisano in Spider-Man - Un nuovo universo, Spider-Man: Across the Spider-Verse
- Dario Oppido in Invincible
- Simone D'Andrea in Eternals